# División de Honor de rugby 2021-22

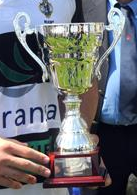
Trofeo entregado al campeón.

La División de Honor de rugby 2021-22 fue la 55.ª temporada de la División de Honor, la máxima categoría del rugby nacional español.

## Sistema de competición
La temporada de la División de Honor de Rugby se jugó desde octubre de 2021.
El sistema de competición es de vuelta y media: los equipos se dividieron en 2 grupos según su posición en la División de Honor 2020-21, por pares e impares: cada equipo jugará 2 partidos contra los equipos de su grupo y 1 contra los del otro (en las jornadas 1, 4, 7, 10, 13 y 16). En la temporada 2022-23 el calendario se invertirá, habiendo 2 enfrentamientos entre los equipos que sólo se midan una vez esta temporada, y 1 entre los que lo hagan en 2 ocasiones.
Para la Copa del Rey de Rugby se sortearon 4 grupos de 3 equipos cada uno, siendo valederos los resultados entre ellos para determinar el campeón de cada grupo y, de esta forma, los clasificados para semifinales de la Copa, que se sortearán una vez se conozcan quiénes son los 4 clasificados.
Tras la fase de liguilla, los ocho primeros clasificados disputarán eliminatorias de cuartos de final, semifinales y final, todas ellas a partido único en casa del equipo mejor clasificado.
Los puntos se otorgan de acuerdo con lo siguiente:
- Cada victoria suma 4 puntos.
- Cada empate suma 2 puntos.
- Tres ensayos más que el rival en un partido suma 1 punto de bonus ofensivo.
- Perder por una diferencia de siete puntos o inferior suma 1 punto de bonus defensivo.

### Ascensos y descensos
El segundo nivel División de Honor B se compone de tres grupos regionales. Los ocho mejores equipos de los tres grupos se enfrentan; el campeón asciende a División de Honor, a expensas del equipo que termina último en División de Honor. El subcampeón juega un partido de promoción contra el equipo que finaliza undécimo en la máxima categoría.
Alcobendas fue excluido de los playoffs y descendió porque se descubrió que Van den Berg, jugador suyo, había jugado para la selección española a pesar de no cumplir con los requisitos mínimos de residencia necesarios para ser elegible y tenía el pasaporte con los sellos alterados.

## Equipos
| Equipo                                   | Lugar                                 | Estadio                             | Capacidad |
| ---------------------------------------- | ------------------------------------- | ----------------------------------- | --------- |
| AMPO Ordizia                             | Ordicia (Guipúzcoa)                   | Estadio Municipal de Altamira       | 1 000     |
| C.P. Les Abelles                         | Valencia                              | Polideportivo de Quatre Carreres    | 500       |
| Ciencias Enerside                        | Sevilla                               | Instalaciones Deportivas La Cartuja | 3 000     |
| Complutense Cisneros                     | Madrid                                | Estadio Nacional Complutense        | 12 400    |
| FC Barcelona                             | Barcelona                             | La Teixonera                        | 500       |
| Grupo Intxausti Gernika                  | Guernica y Luno (Vizcaya)             | Polideportivo Urbieta               | 1 000     |
| Club de Rugby La Vila                    | Villajoyosa (Alicante)                | Campo de rugby El Pantano           | 1 550     |
| Lexus Alcobendas Rugby                   | Alcobendas (Madrid)                   | Campo de Las Terrazas               | 500       |
| UE Santboiana                            | San Baudilio de Llobregat (Barcelona) | Estadi Baldiri Aleu                 | 3 500     |
| SilverStorm El Salvador                  | Valladolid                            | Campos de Pepe Rojo                 | 5 000     |
| Recoletas Burgos - Universidad de Burgos | Burgos                                | C. D. San Amaro                     | 1 000     |
| VRAC Quesos Entrepinares                 | Valladolid                            | Campos de Pepe Rojo                 | 5 000     |

## Clasificación
| | Equipo                                   | J  | G  | E | P  | PF  | PC  | DP   | EF | EC | DE  | BO | BD | Puntos |
| --- | ---------------------------------------- | -- | -- | - | -- | --- | --- | ---- | -- | -- | --- | -- | -- | ------ |
| 1 | SilverStorm El Salvador                  | 16 | 11 | 0 | 5  | 451 | 327 | 124  | 62 | 44 | 18  | 5  | 5  | 54     |
| 2 | UE Santboiana                            | 16 | 12 | 0 | 4  | 463 | 351 | 112  | 58 | 40 | 18  | 2  | 3  | 53     |
| 3 | Lexus Alcobendas Rugby                   | 16 | 10 | 0 | 6  | 422 | 289 | 133  | 49 | 28 | 21  | 4  | 6  | 50     |
| 4 | AMPO Ordizia                             | 16 | 10 | 1 | 5  | 416 | 328 | 88   | 44 | 37 | 7   | 4  | 3  | 49     |
| 5 | Ciencias Enerside                        | 16 | 10 | 1 | 5  | 444 | 324 | 120  | 54 | 44 | 10  | 4  | 2  | 48     |
| 6 | Complutense Cisneros                     | 16 | 8  | 0 | 8  | 381 | 407 | -26  | 39 | 56 | -17 | 0  | 3  | 35     |
| 7 | Barça Rugbi                              | 16 | 7  | 0 | 9  | 395 | 408 | -13  | 53 | 44 | 9   | 3  | 4  | 35     |
| 8 | Recoletas Burgos - Universidad de Burgos | 16 | 6  | 3 | 7  | 396 | 389 | 7    | 43 | 46 | -3  | 2  | 3  | 35     |
| 9 | VRAC Quesos Entrepinares                 | 16 | 7  | 1 | 8  | 326 | 384 | -58  | 37 | 40 | -3  | 1  | 3  | 34     |
| 10 | C. P. Les Abelles                        | 16 | 5  | 0 | 11 | 341 | 503 | -162 | 46 | 69 | -23 | 1  | 3  | 24     |
| 11 | CR La Vila                               | 16 | 4  | 0 | 12 | 281 | 429 | -148 | 38 | 54 | -16 | 0  | 2  | 18     |
| 12 | Grupo Intxausti Gernika R. T.            | 16 | 3  | 0 | 13 | 270 | 447 | -177 | 36 | 57 | -21 | 1  | 5  | 18     |
| Fuente: Federación Española de Rugby: Clasificación de la División de Honor; actualización automática |                                          |    |    |   |    |     |     |      |    |    |     |    |    |        |

A final de temporada, la Selección de rugby de España sería expulsada del Mundial de rugby 2023 en Francia debido a la alienación indebida de un jugador del Club Alcobendas Rugby que no era seleccionable. Tras una serie de investigaciones se produjo el descenso y la eliminación de la posibilidad de disputar las fases finales de la Copa del Rey al equipo madrileño.
Más tarde los directivos del Alcobendas y de la Federación Española de Rugby renunciarían debido a este escándalo.